# Ирбенски проток
Ирбенският проток (на естонски: Kura kurk; на латвийски: Irbes jūras šaurums; на ливонски:Sūr mer; на руски: Ирбенский пролив) е проток в източната част на Балтийско море, между нос Сяере (на север) на остров Сааремаа в Естония и нос Колкасрагс (на юг) на континента в Латвия. Свързва Балтийско море с Рижкия залив. Дължина е 65 km, минимална ширина (на западния си вход) 33 km. Средна дълбочина 10 – 15 m, максимална 20 m. В студени зими замръзва. По южните му латвийски брегове за разположени няколко села, а на северия му бряг, на остров Сааремаа – село Сяере. През средата на протока преминава държавната граница между Естония на север и Латвия на юг.